# 在宅健康診断
在宅健康診断（ざいたくけんこうしんだん）とは、医師の往診による健康診断。または家庭に届けられた検査器具を利用して、各種慢性病などの診断を、検査器具測定結果や採取された検体を検査機関に返送する事で行う健康診断である。後者は特に2000年代よりの検査装置に於けるダウンサイジングによって可能となった。これにはコンビニエンスストアでも申し込めるサービスもあるため、コンビニ検診とも呼ばれる。

## 概要
医師の往診に於ける健康診断では、従来より高齢者の在宅療養等で広く見られる行為であるが、近年の日本では過疎地における住民の高齢化の一方で、地方保健施設での医師不足により、次第に縮小傾向が見られる。その一方でテレビ電話を利用して、定期的に問診を行う自治体も出始めており、医師の絶対数不足を、ネットワーク社会の技術的恩恵でフォローする方向に進んでいる。
その一方で、自覚症状に乏しい慢性病では、普段より体調が優れないものの、今一つ症状がはっきりしないために医者にかかるべきか迷っている人も多い。特に働き盛りの人にあっては、時間のかかる総合的な検査入院などは、頻繁に利用し難いと考える風潮も強い。しかし慢性病の多くでは、自覚症状が出てからでは治療に多大な費用が掛かったり、手遅れである事も多いため、潜在的に健康的不安を抱えながらも、きちんとした診察を受けたがらない人も少なくない。

### 家庭にて自分で検査データ・検体を採取・返送するサービス
これらの潜在的医療需要をフォローする意味で、近年では検査手法の発達や、また検査用の測定装置が小型化して来たのを受けて、宅配便などで検査用のセットを受け取り、それを使用後に検体やデータを記録した検査装置を検査機関に返送して検査してもらい、自分の健康状態を知る事ができるサービスが登場し始めている。これらの検査は簡易的である物がほとんどであるが、医者に掛かる暇が無いと考える人が、自身の健康状態を確認する意図で利用している模様である。また性病などの羞恥心から、なかなか受診し難い病気の検査も提供されている。
これらはコンビニエンスストア店頭やインターネット上の所定サイト・電話等で申し込んで利用する事が出来、代金支払いは検査キット代金引換やクレジットカード等で行われる。概ね数千円程度（送料込み）である（サービス提供サイトは検索サイト等を利用すれば探せる）。

#### 主要検査項目一覧
2005年2月現在において在宅受診可能である主な検査項目は以下の通り。
- 睡眠時無呼吸症候群（SASモニタにより、就寝時に測定・SASモニタを返送）
- 不整脈・狭心症・心筋梗塞等の心臓疾患（ホルタ心電計などにより、日常生活、就寝時に測定・ホルタ心電計などを返送）
- 体脂肪（家庭用の検査器具よりもより正確に計測する・測定器具を返送）
- 大腸癌（便を取り、検体を返送）
- 子宮けい癌（専用器具で粘膜細胞を採取・採尿して検体を返送）
- 前立腺癌（採血・採尿後、検体を返送）
- 肺癌（痰を採取、検体を返送）
- 肝臓（採血・採尿後、検体を返送）
- 腎臓（採血・採尿後、検体を返送）
- 各種性病（採尿後、検体を返送）
- 骨粗鬆症（採尿後、検体を返送）
- 痛風・リウマチ・貧血等の血液検査（採血後、検体を返送）
- 妊娠検査（採尿後、検体を返送）

検体を返送する場合は、保冷宅配便サービス（冷凍）にて検査機関に返送する。検査器具の使用方法は電話等でも説明を受ける事ができる。
また複数の病気に関する検査を同時に検査してもらえるパッケージもあるため、それらを利用して健康の目安とする事も可能であるが、簡易的な検査であるため、不安のある向きには、精密検査を受けることが勧められると思われる。